# 塚田佐
塚田 佐（つかだ たすく、1936年（昭和11年）3月3日 - 2023年2月22日）は、日本の実業家、政治家。長野県長野市長（4期）。

## 来歴
長野県上水内郡安茂里村（現・長野市）で、塚田之安、とみ の長男として生まれた。長野県長野高等学校を経て、1958年（昭和33年）早稲田大学商学部卒業。家業の白土製造業に従事し、長野白土産業の専務取締役となる。
1967年（昭和42年）から長野市議会議員を2期、1975年（昭和50年）から長野県議会議員を3期務め、長野県地方社会福祉審議会長を兼任。
1985年（昭和60年）の長野市長選挙に立候補して初当選した。市長在職中には北陸新幹線関係都市連絡協議会会長の他、長野冬季五輪招致委員会会長を務め、招致運動を展開して1998年の長野冬季五輪大会の開催に力を尽くし、実現させた。市長を4期務め2001年に市長を引退した。
2023年2月22日、膵臓がんのため、死去。86歳没。死没日付をもって従四位に叙された。